# Jerônimo Francisco Coelho
Pour les articles homonymes, voir Coelho.
Jerônimo Francisco Coelho, né à Laguna le 30 septembre 1806 et mort à Nova Friburgo le 16 janvier 1860, est un militaire, homme politique et patron de presse brésilien.

## Biographie
Jerônimo Francisco Coelho fut notamment nommé, par l'empereur Pierre II, président des provinces de Grão-Pará (1848-1850) et du Rio Grande do Sul (1857-1858). Il exerça aussi la fonction de ministre de la guerre du Brésil, où il agit en faveur de la reconciliation avec les révoltés de la guerre des Farrapos.
Il fonda également les premiers journaux de l'État de Santa Catarina, avec la création du journal O Catharinense en 1831, puis de O Expositor en 1832. Il créa par ailleurs la première loge maçonnique de l'État[Lequel ?] à Nossa Senhora do Desterro (aujourd'hui Florianópolis).[réf. nécessaire]